# Grâușorul, Mureș
Grâușorul (în maghiară Búzaháza) este un sat în comuna Vărgata din județul Mureș, Transilvania, România.

## Istoric
Pe Harta Iosefină a Transilvaniei din 1769-1773 (Sectio 144), localitatea a apărut sub numele de „Sellye”.

## Imagini

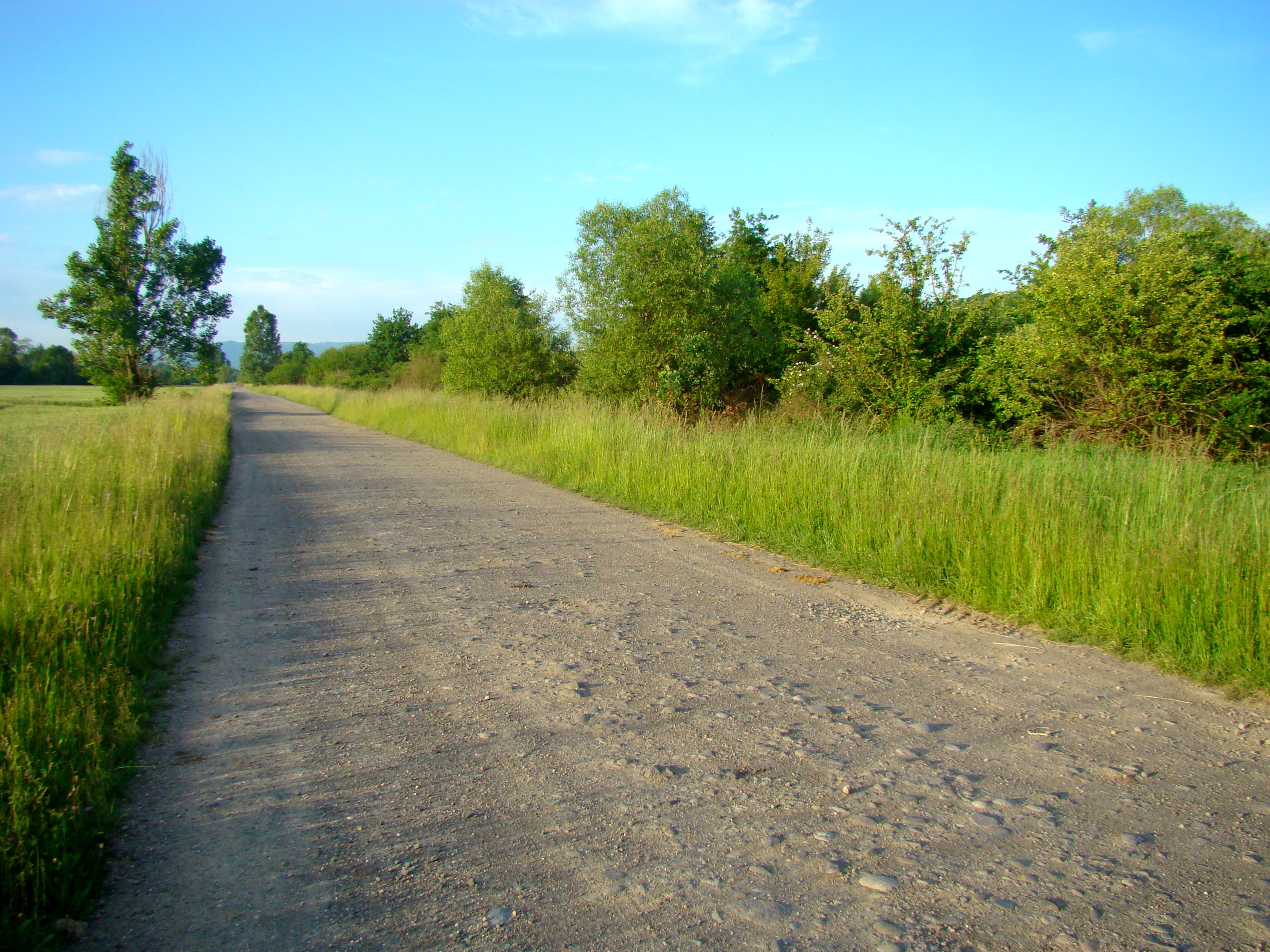
Drumul Călugăreni-Grâușorul
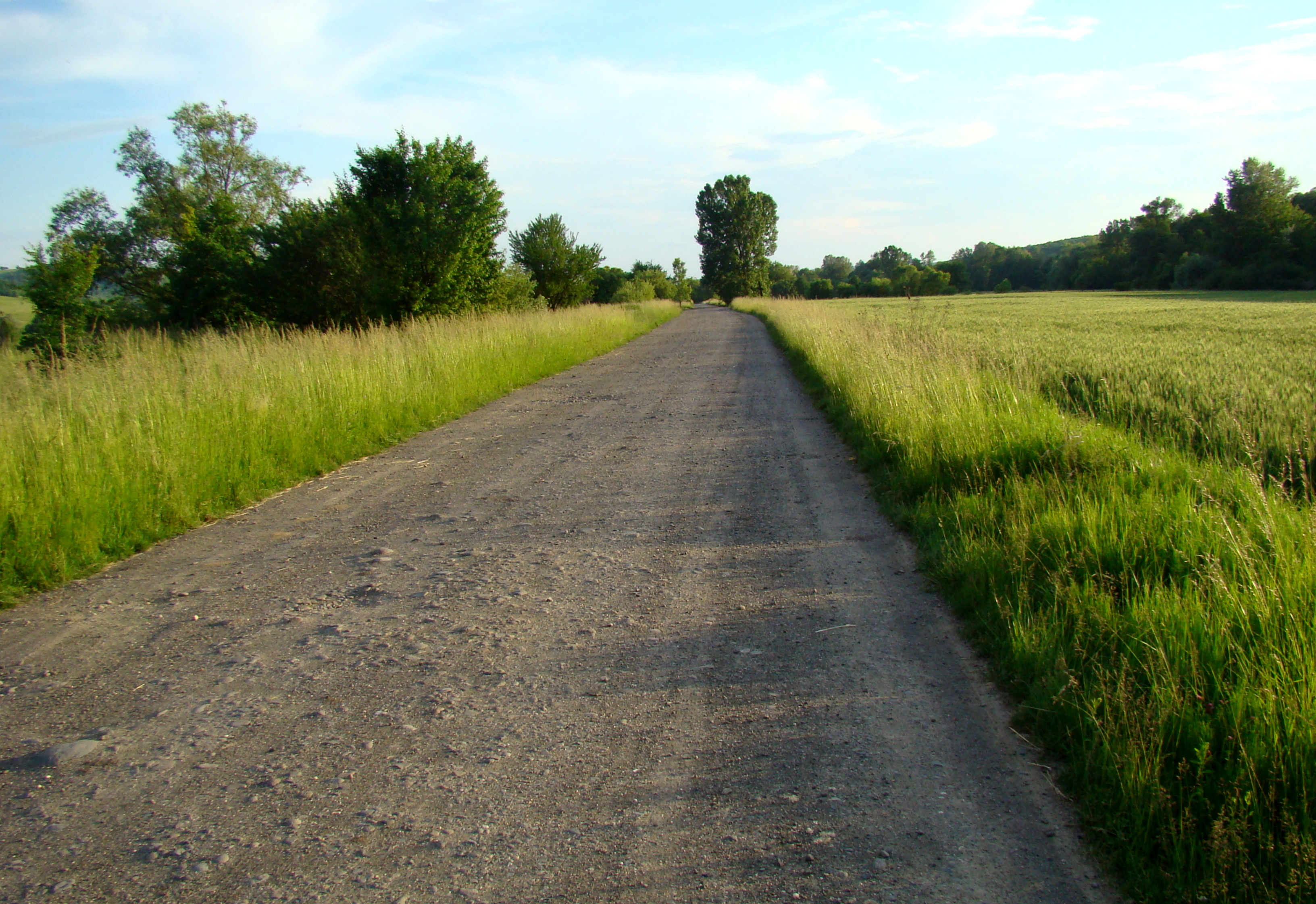
Drumul Călugăreni-Grâușorul
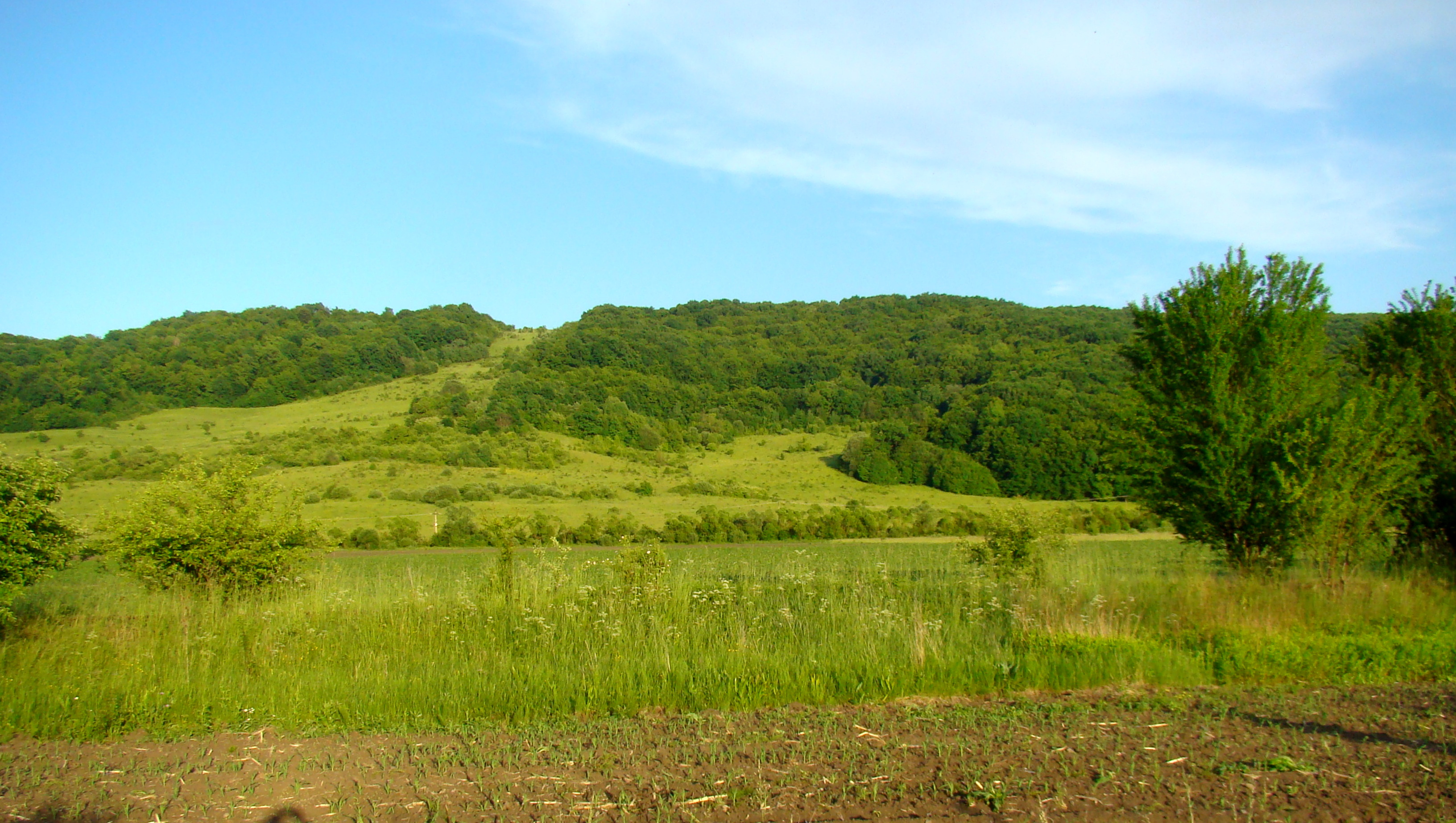
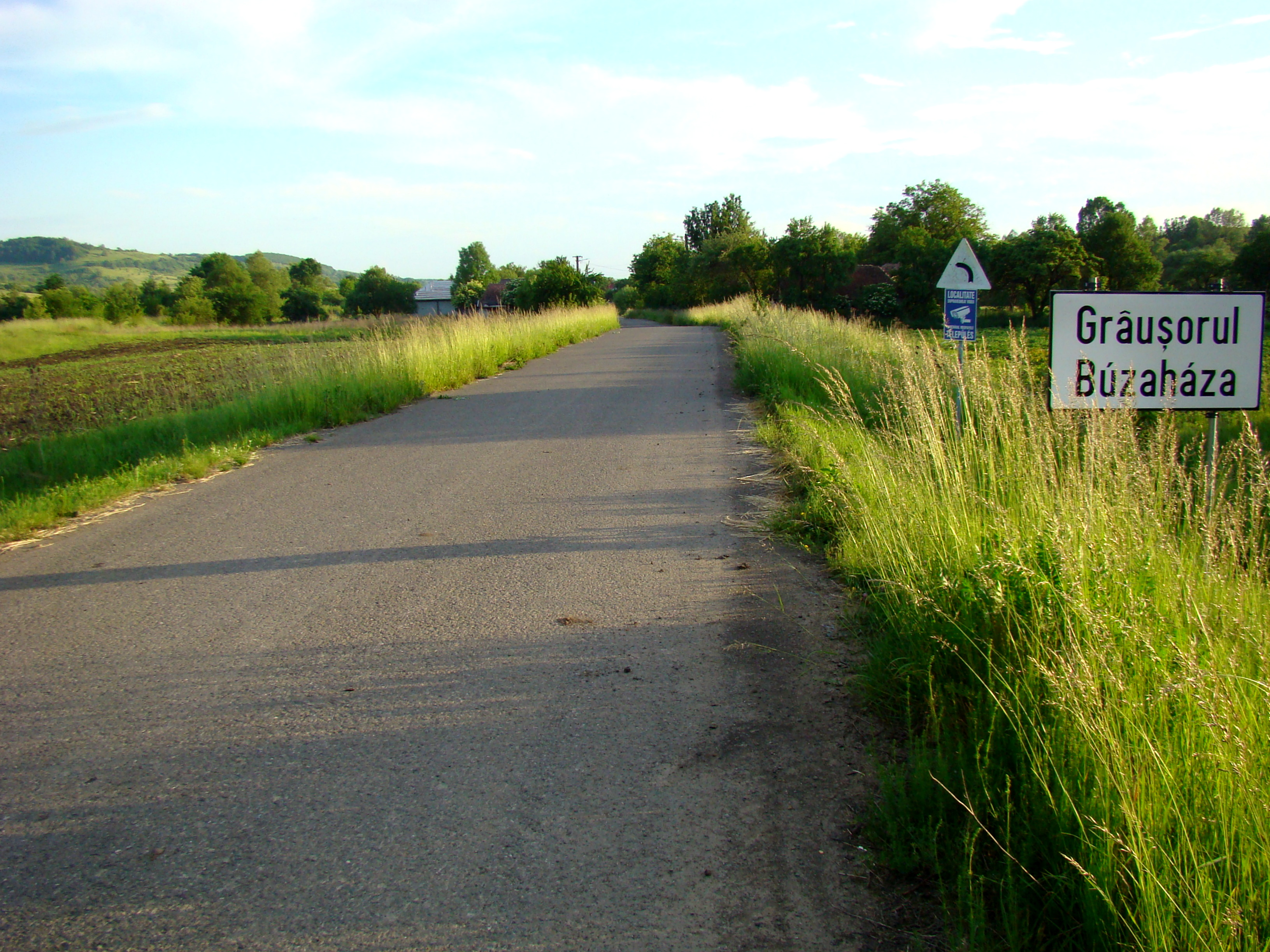
Intrarea în localitate
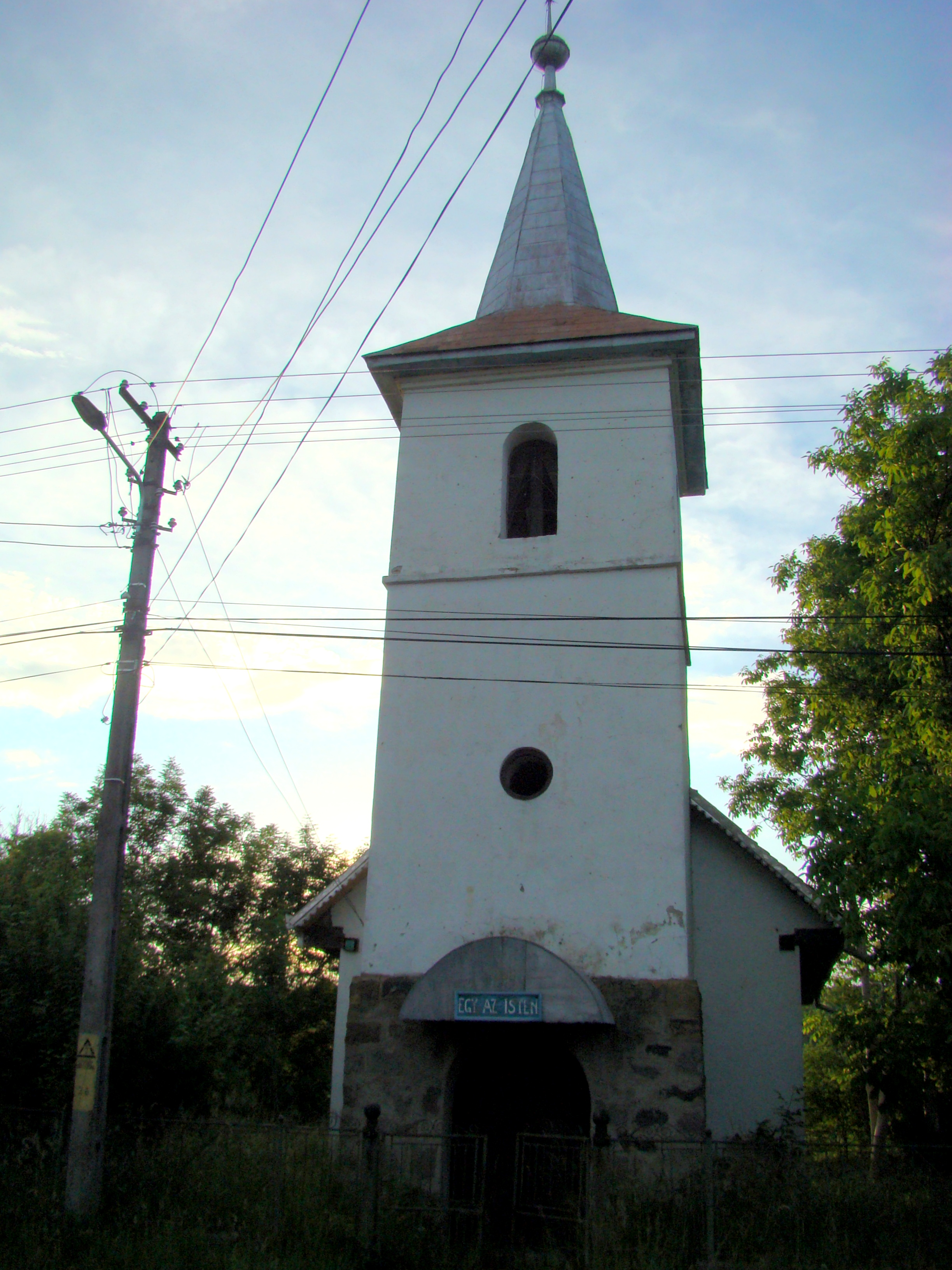
Biserica unitariană (1792)
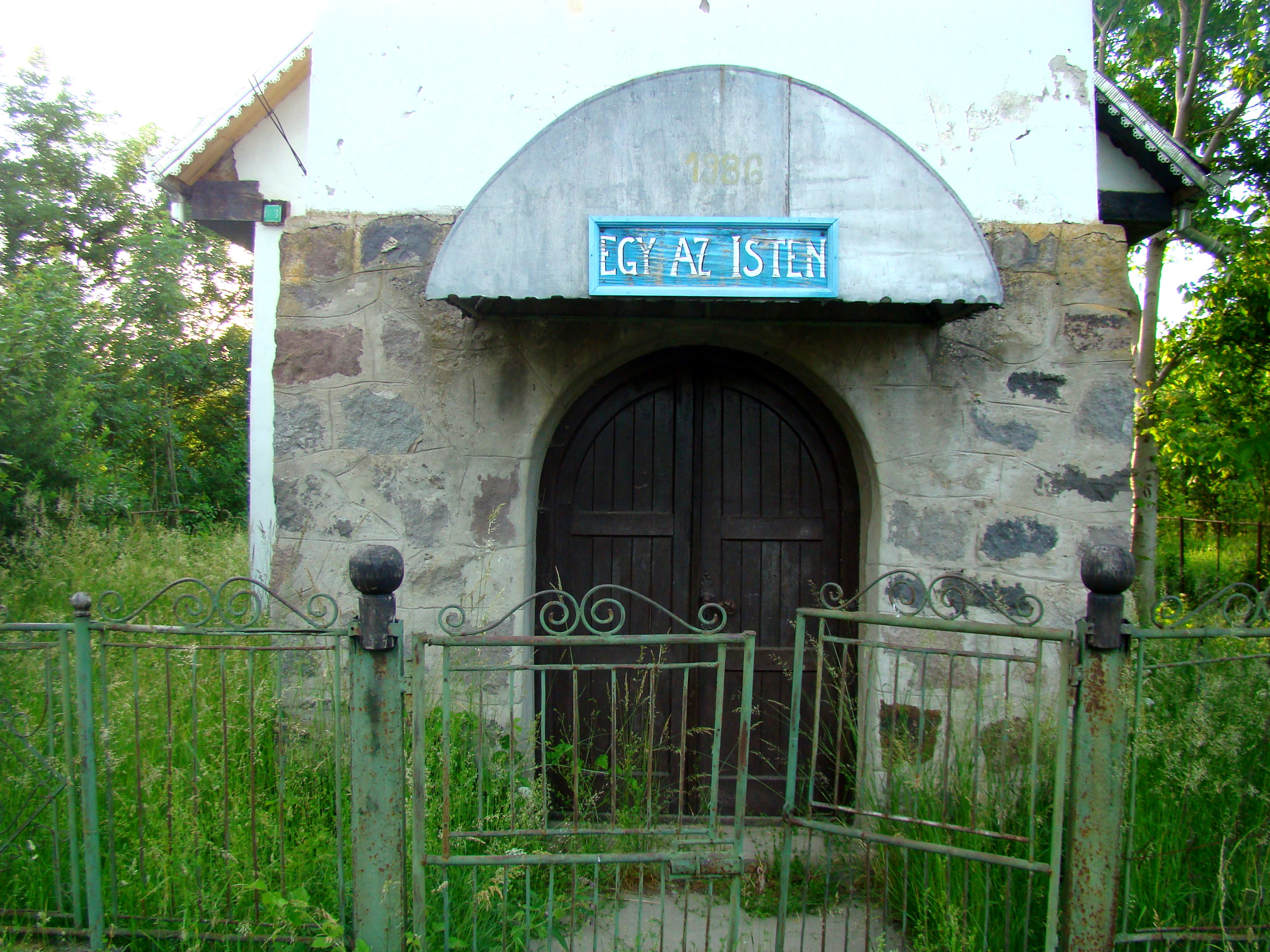
Biserica unitariană (1792)
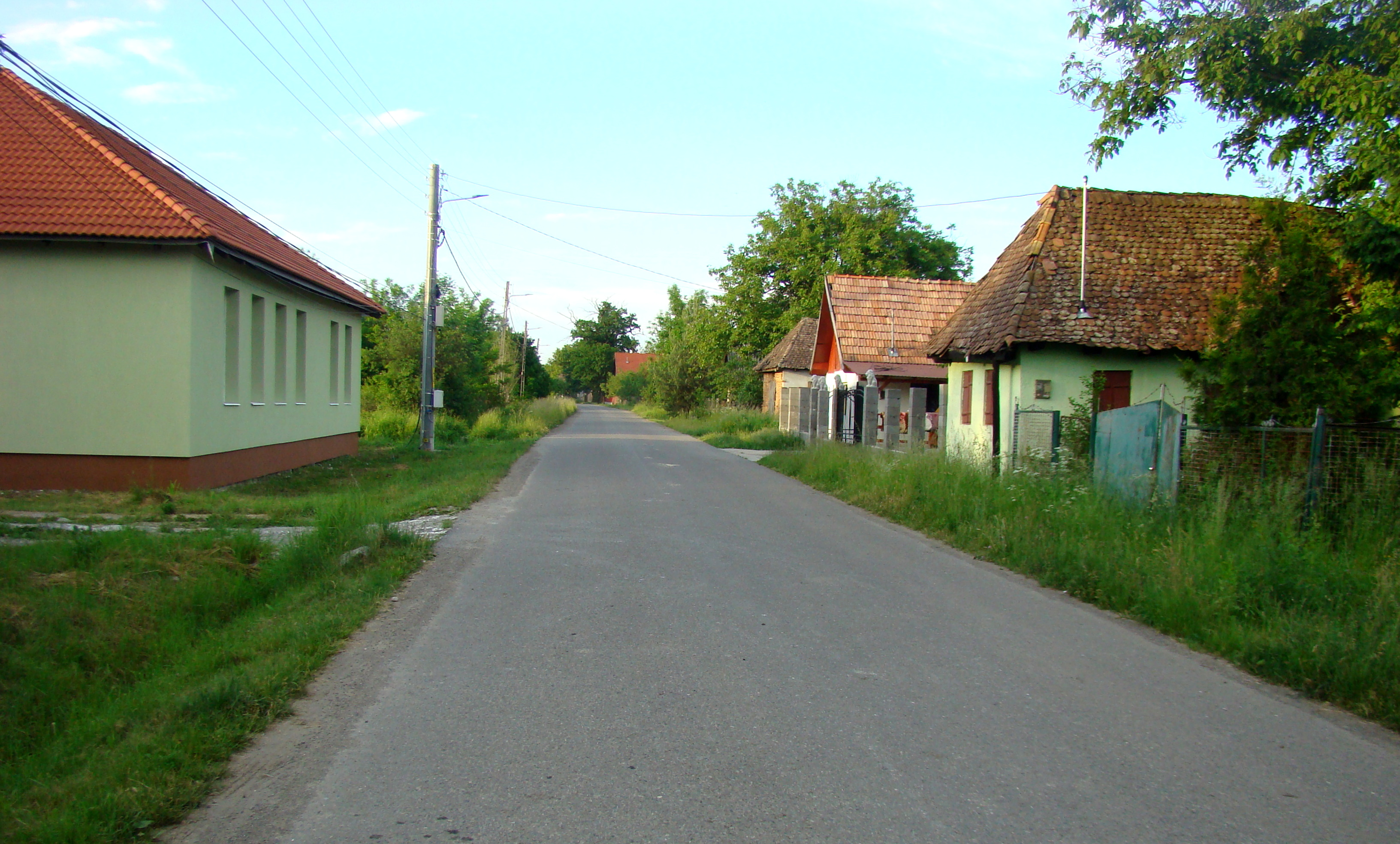
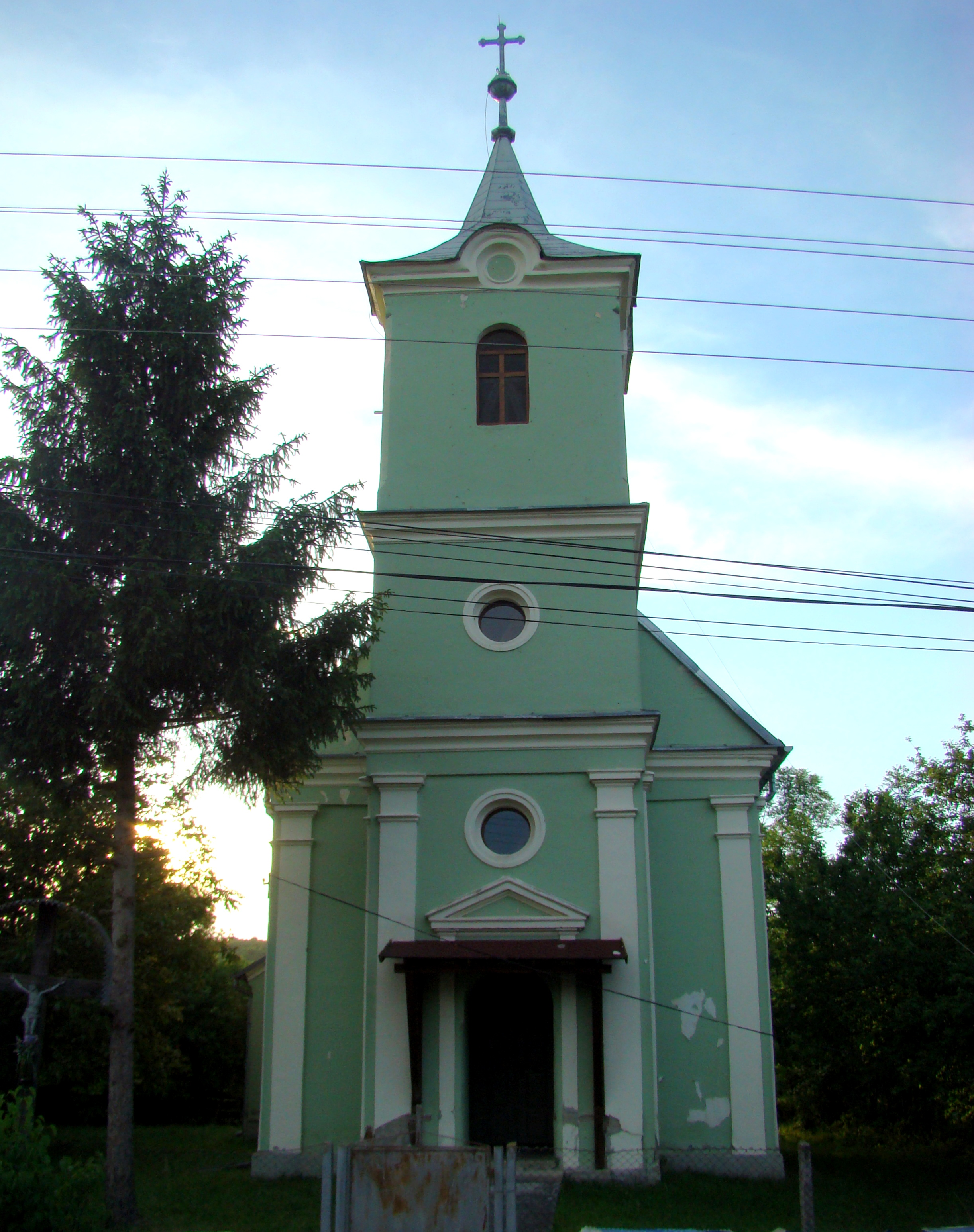
Biserica romano-catolică (1880)
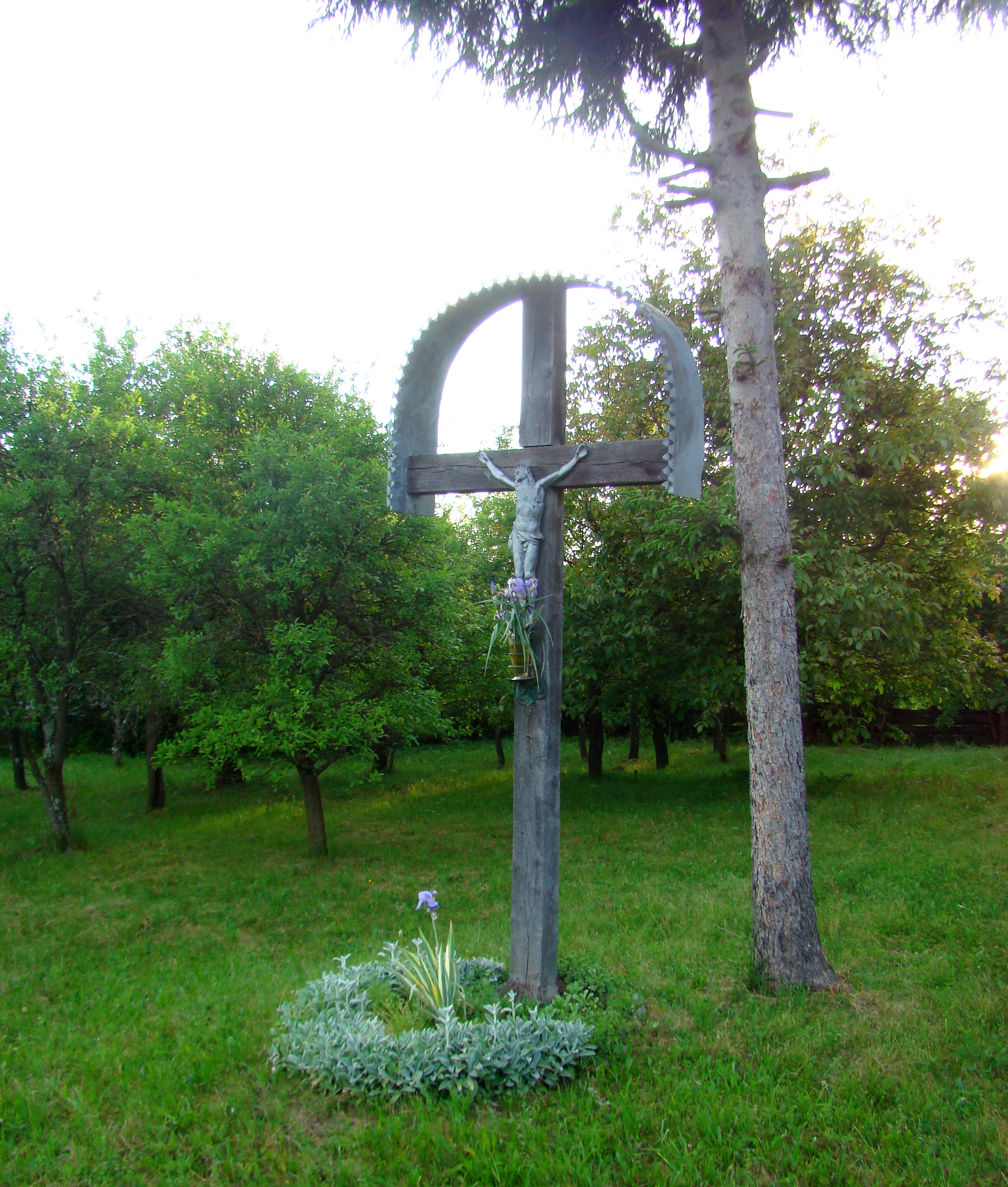
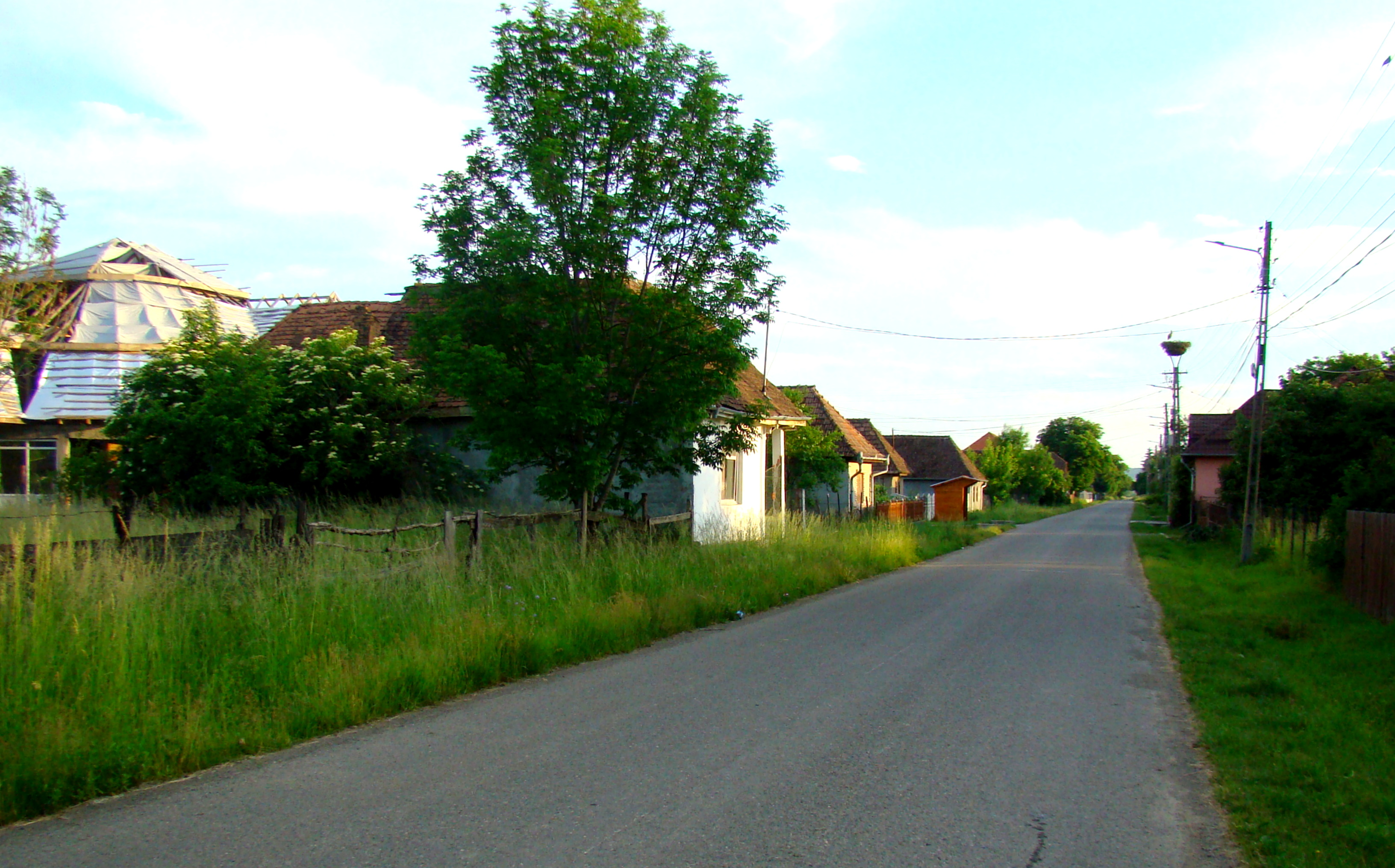
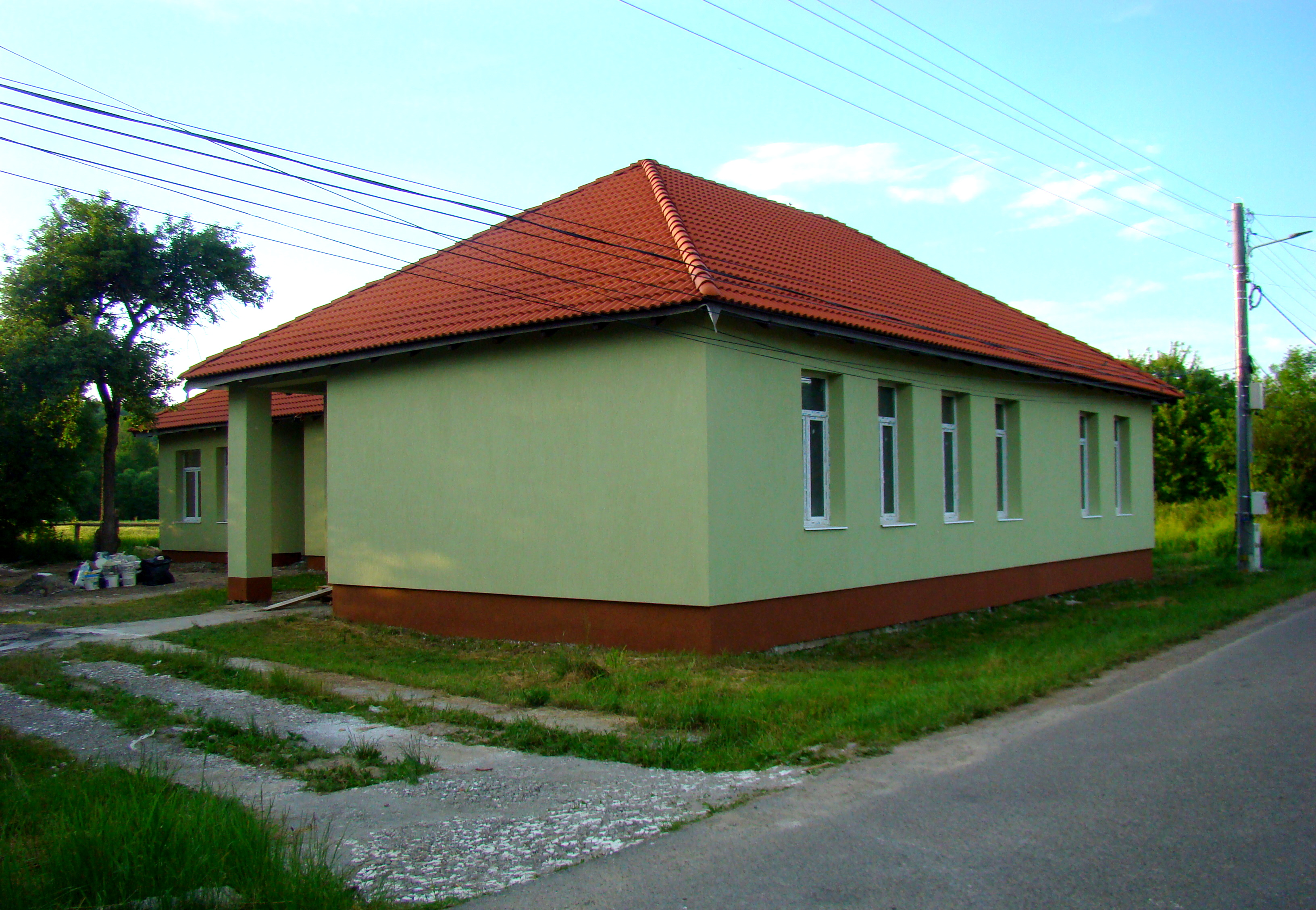
Școala
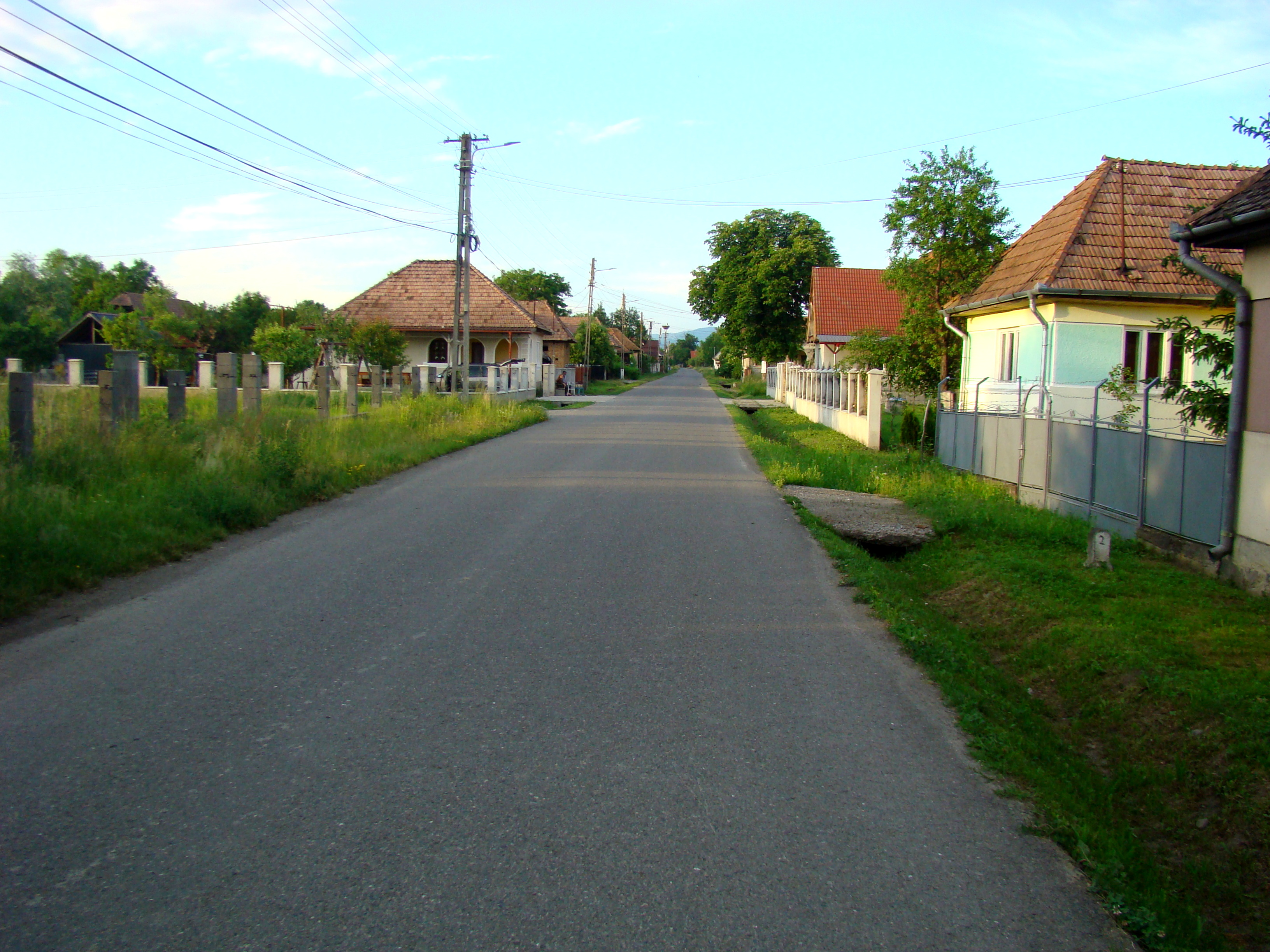
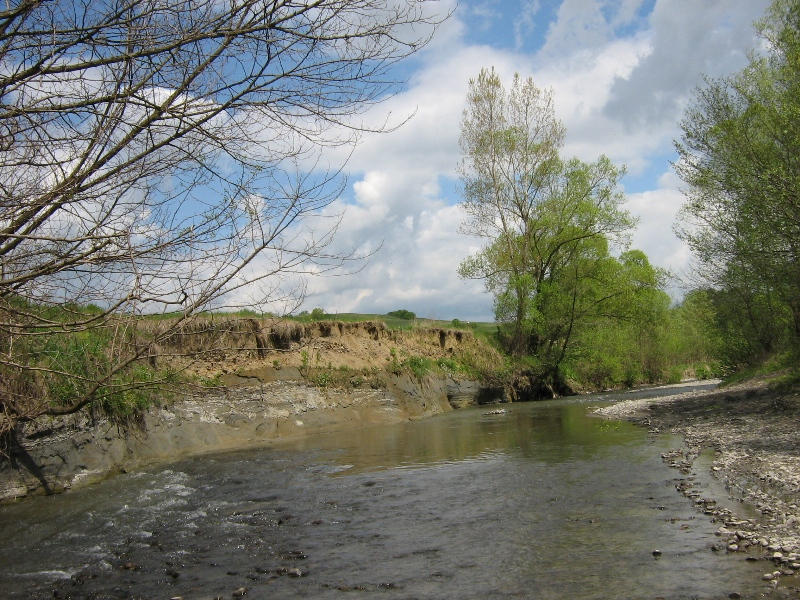
Râul Niraj
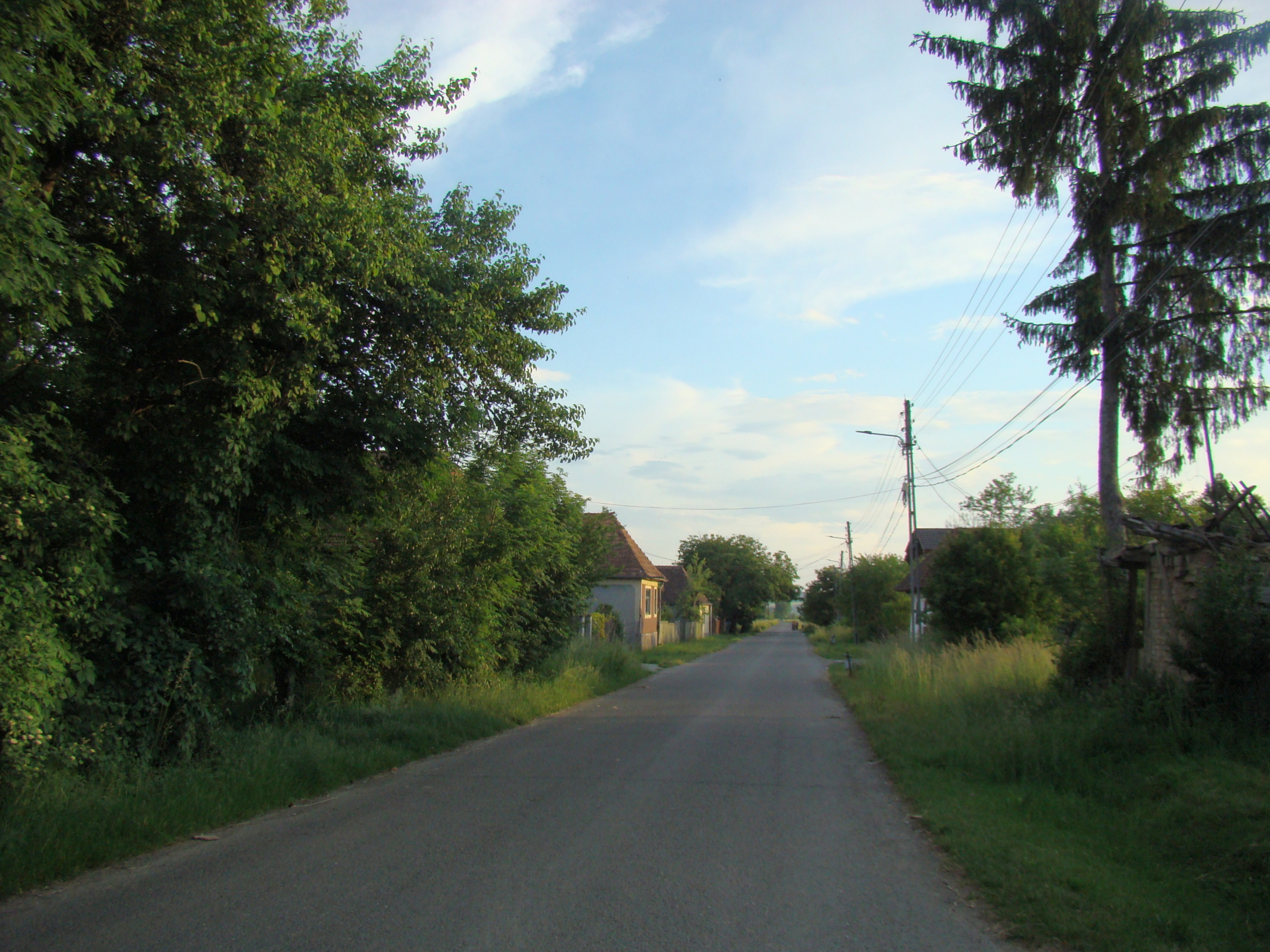
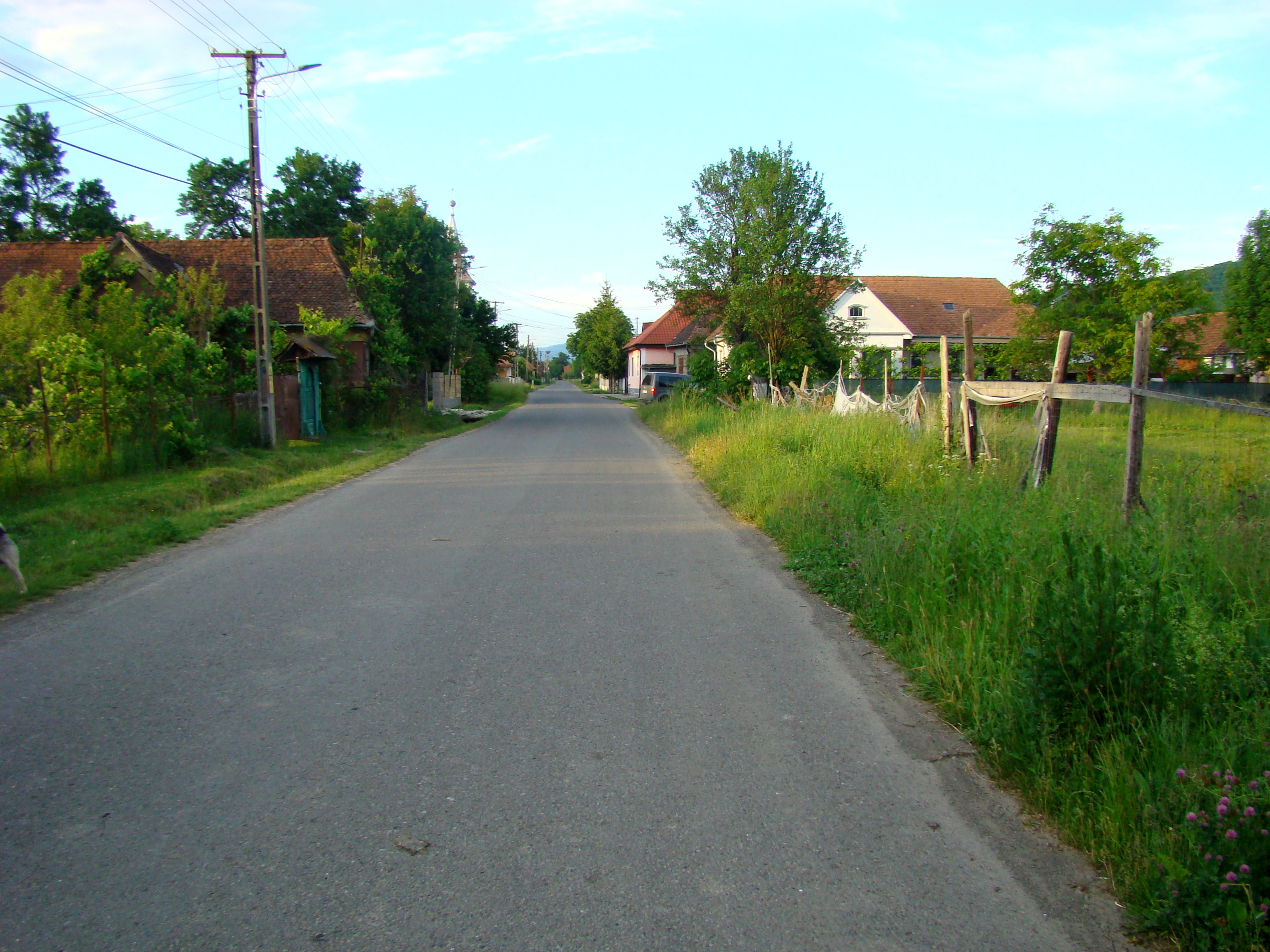
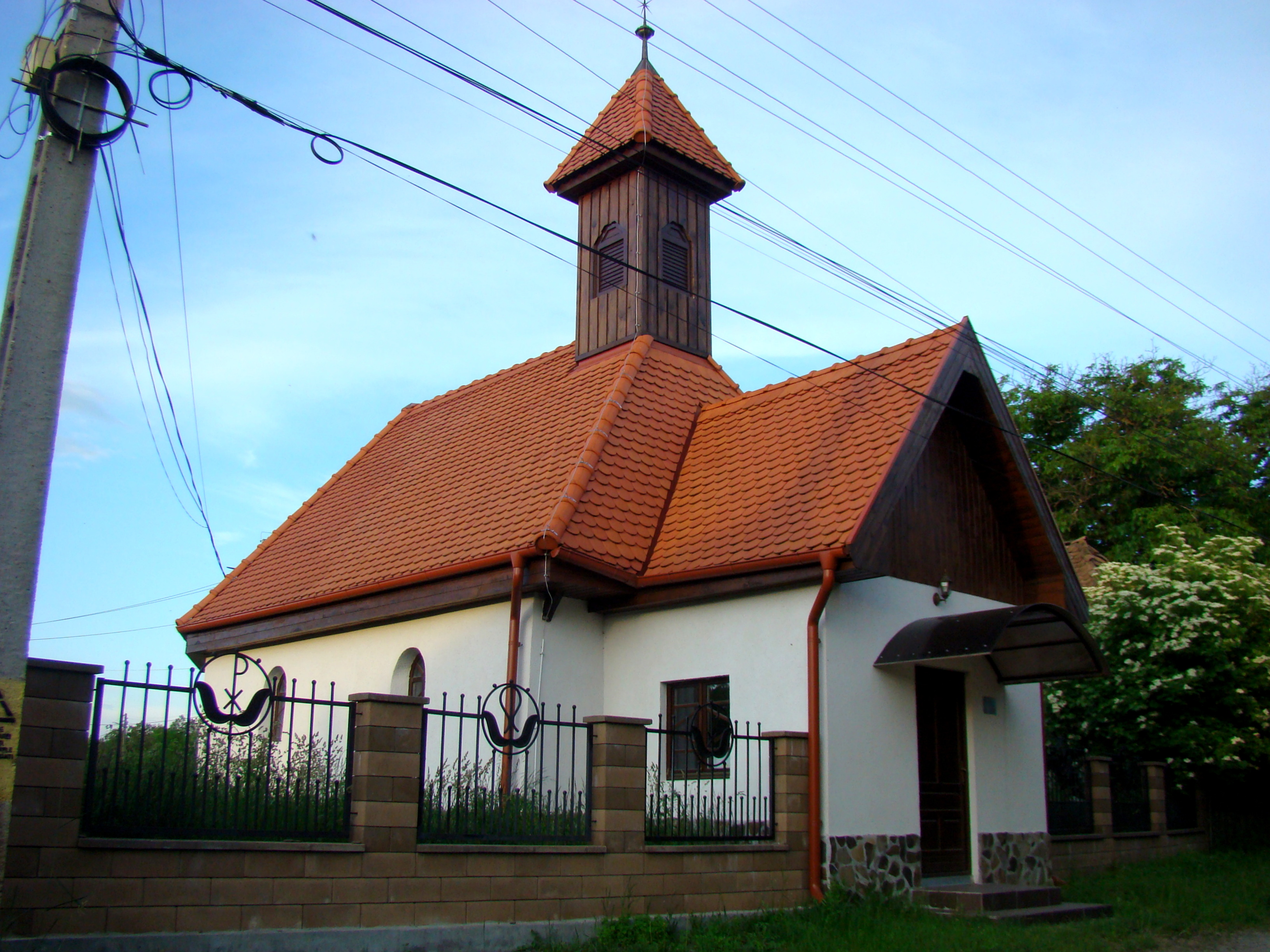
Biserica reformată (1820)
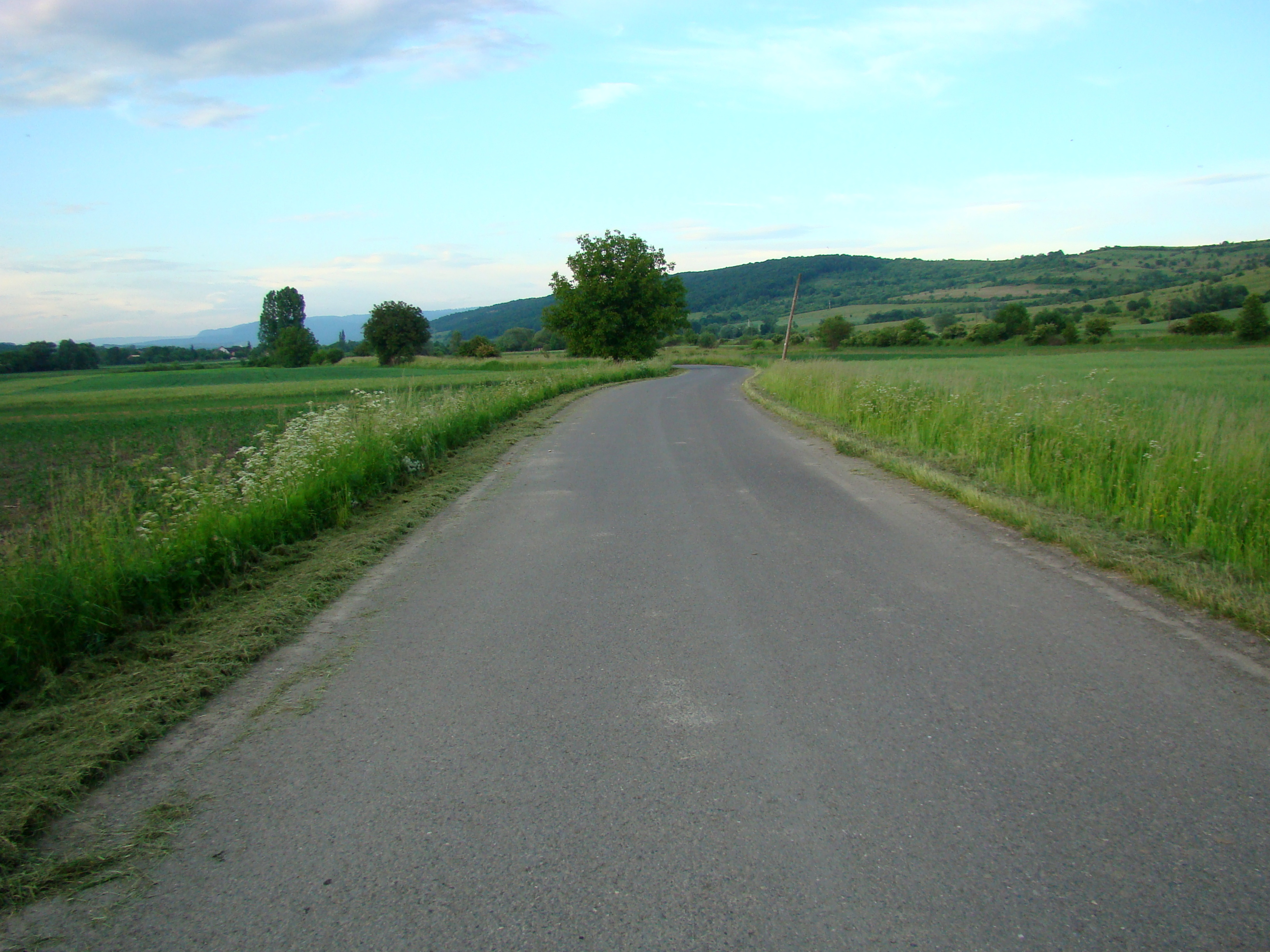
Drumul spre satul Vărgata
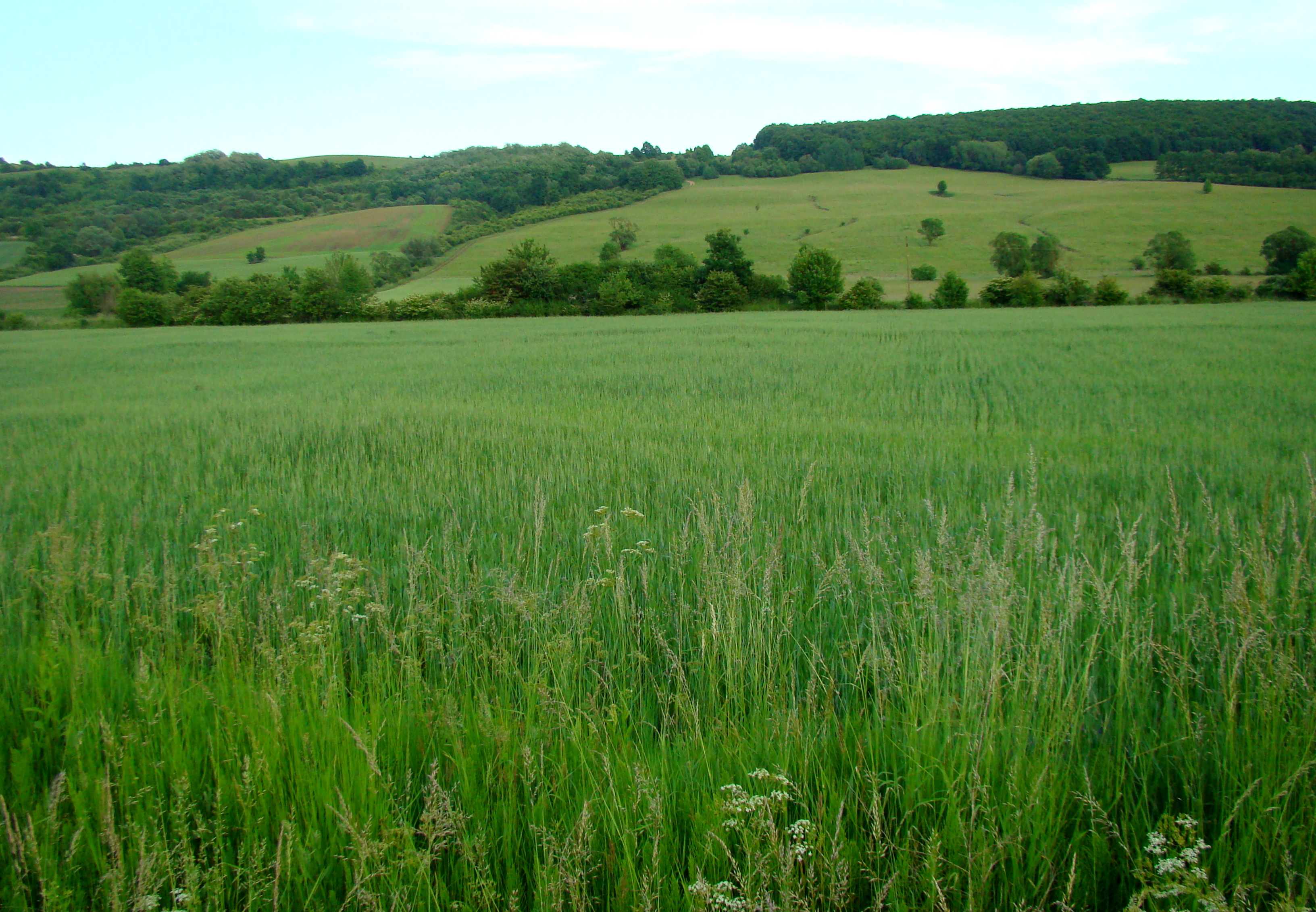